# Інтегрована система електронної ідентифікації
Інтегрована система електронної ідентифікації (ІСЕІ) — державна інформаційно-телекомунікаційна система, що призначена для технологічного забезпечення зручної, доступної та безпечної електронної ідентифікації та автентифікації фізичних і юридичних осіб, забезпечення сумісності та інтеграції схем електронної ідентифікації. Положення про ІСЕІ затверджене Постановою Кабінету міністрів України від 19 червня 2019 р. № 546.

## Схеми електронної ідентифікації, що підтримуються
Станом на 2019 рік підтримуються наступні схеми електронної ідентифікації: ідентифікація за електронним підписом, BankID, MobileID.